# Енамины

Енамины (виниламины) — алкениламины, соединения общей формулы {\displaystyle {\ce {R^5R^4NCR^3=CR^2R^1}}} в которых присутствует аминогруппа, расположенная у двойной углерод-углеродной связи. Енамины образуются при взаимодействии альдегидов или кетонов с вторичными аминами.
Слово «енамин» состоит из двух частей. «Ен» является суффиксом, который используется в органической химии для обозначения соединений содержащих двойную связь. «Амин» — название класса органических соединений.
Для первичных и вторичных енаминов характерна енамин-иминная таутомерия:

## Синтез
Классический метод синтеза енаминов — взаимодействие вторичных аминов с енолизирующимися, то есть содержащими атом водорода в α-положении, карбонильными соединениями — как кетонами, так и альдегидами. Реакция идет как нуклеофильное присоединение аминогруппы к углероду карбонила в условиях кислотного катализа с образованием гем-аминоспирта и завершается отщеплением воды от него: